# Epactoides vadoni
Epactoides vadoni là một loài bọ cánh cứng trong họ Bọ hung (Scarabaeidae).